# Tick Tock (canción de Thalía, Farina y Sofía Reyes)
«Tick Tock» (estilizado en mayúsculas) es una canción de la cantante mexicana Thalía en colaboración con la cantante mexicana Sofía Reyes y la rapera colombiana Farina incluida en su decimoctavo album de estudio Desamorfosis. Fue lanzado por Sony Music Latin el 29 de octubre del 2020.

## Antecedentes y lanzamiento
La canción junto con el vídeo musical se lanzaron oficialmente el mismo día de su lanzamiento como parte del sexto y último episodio de la serie web Latin Music Queens protagonizada por las 3 cantantes. Además es la tercera vez que Thalía y Farina colaboran luego de lanzar en la canción Estoy Soltera unos meses antes junto con la cantante peruana Leslie Shaw y en Ten Cuidao apenas 3 semanas antes.

## Desempeño comercial
La canción alcanzó el puesto número 9 en la lista de ventas de canciones digitales de pop latino de EE. UU. en Billboard. También ingresó a las listas Latin Pop Airplay de ese país y fue nominado a un Premio Juventud.

## Gráficos
| Gráfico (2020-2021) | Posición pico |
| ------------------- | ------------- |

## Premios y nominaciones
La canción fue nominada a Girl Power Collaboration en los Premios Juventud en 2021.
| Año  | Ceremonia de premiación | Categoría      | Resultado |
| ---- | ----------------------- | -------------- | --------- |
| 2021 | Premios Juventud        | Poder femenino |           |